# Smithornis capensis
Il beccolargo africano (Smithornis capensis (Smith, 1839)) è un uccello passeriforme della famiglia degli Eurilaimidi.

## Tassonomia
Se ne riconoscono nove sottospecie:
- Smithornis capensis capensis, la sottospecie nominale, diffusa in Sudafrica orientale;
- Smithornis capensis albigularis Hartert, 1904, diffusa dall'Angola orientale alla Tanzania;
- Smithornis capensis camarunensis Sharpe, 1905, diffusa in Camerun, Gabon e Repubblica Centrafricana;
- Smithornis capensis conjunctus Clancey, 1963, diffusa dalla Namibia nord-orientale al Mozambico nord-occidentale;
- Smithornis capensis cryptoleucus Clancey, 1963, diffusa in Zimbabwe e Tanzania a sud fino al Sudafrica nordorientale;
- Smithornis capensis delacouri Bannerman, 1923, diffusa dalla Sierra Leone al Ghana;
- Smithornis capensis medianus Hartert & van Someren, 1916, diffusa in Kenya e Tanzania;
- Smithornis capensis meinertzhageni van Someren, 1919, diffusa in Congo orientale e Kenya occidentale;
- Smithornis capensis suahelicus Grote, 1926, diffusa in Kenya meridionale e Mozambico settentrionale;

Le varie sottospecie differiscono fra loro principalmente in base a criteri morfologici come taglia e intensità di colorazione.

## Descrizione

### Dimensioni
Misura fino a circa 15 cm di lunghezza, coda compresa.

### Aspetto
Si tratta di uccelli dall'aspetto robusto, muniti di grossa testa e di un becco molto largo alla base.

La colorazione è piuttosto sobria: la gola, il ventre, il sottocoda, la groppa e la parte centrale del petto sono bianco latte, mentre i fianchi, il petto  e il collo sono biancastri con le singole penne munite di una striscia longitudinale nerastra, che dà a queste zone un caratteristico effetto "stracciatella". La nuca, le guance e la zona attorno alle narici sono grigiastre, mentre il codione, la coda e le ali sono di colore bruno-grigiastro, queste ultime con copritrici secondarie bianche: la fronte, la nuca e la calotta fino alla metà degli occhi sono di colore nero. Le zampe e il becco sono grigio-nerastri, gli occhi sono bruni. La femmina presenta colorazione nera cefalica e sulle penne ventrali più sfumata rispetto al maschio.

## Distribuzione e habitat
Il beccolargo africano è diffuso in un ampio areale che, pur essendo piuttosto frammentato, comprende gran parte dell'Africa subsahariana dalla Sierra Leone al Kenya e a sud fino al Sudafrica. Il suo habitat è rappresentato dalla foresta, nella cui volta esso passa la propria esistenza.

## Biologia
Si tratta di uccelli piuttosto vispi, che vivono da soli o in piccoli gruppi e si muovono continuamente alla ricerca di cibo fra la vegetazione arborea, tenendosi in contatto tramite il proprio richiamo.

### Alimentazione
Il beccolargo africano è un uccello essenzialmente insettivoro, che cattura insetti e altri piccoli invertebrati, nutrendosi di tanto in tanto anche di vertebrati di piccole dimensioni (rettili, anfibi), frutta e fiori.

### Riproduzione
La riproduzione di questi uccelli non è finora mai stata osservata, pertanto si ignorano le loro abitudini riproduttive.